# Led Zeppelin North American Tour 1968–1969
Led Zeppelin North American Tour 1968–1969 foi o primeiro concerto musical na América do Norte da banda britânica de rock Led Zeppelin. Os concertos ocorreram de 26 de dezembro de 1968 até 15 de fevereiro de 1969 em uma série de 34 apresentações.

## Antecedentes
A gênese da turnê foi o cancelamento de uma digressão do Jeff Beck Group, que passou a ser gerenciado pelo mesmo escritório ocupado pelo empresário do Led Zeppelin, Peter Grant. Grant contactou os promotores e os convenceu a assumir o Led Zeppelin em seu lugar.
Para ajudar a divulgar a banda na América antes da turnê, Grant enviou cópias antecipadas de marca branca do álbum de estreia do grupo nas principais estações de rádio FM. Ele viajou para os Estados Unidos a fim de conseguir uma gravadora e não só assinou com a Atlantic Records por 5 anos, como voltou para o Reino Unido com o maior adiantamento da história para um artista não contratado: 143.000 dólares, sem que a Atlantic sequer tenha visto-os tocar. O álbum em si foi emitido em 17 de janeiro, a meio caminho, embora a turnê. De acordo com o gerente dos consertos Richard Cole, a turnê foi subscrita por Grant, o guitarrista Jimmy Page e o baixista John Paul Jones, enquanto o cantor Robert Plant e o baterista John Bonham foram pagos com salário.

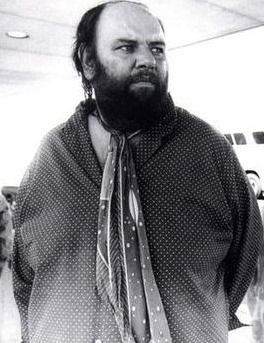
Peter Grant foi uma das pessoas-chave no desenvolvimento da turnê de estreia do Led Zeppelin na América no Norte.

Para esta temporada de concertos, o Led Zeppelin inicialmente tocava como banda de apoio para bandas como Vanilla Fudge e Iron Butterfly (ambos também foram contratados pela Atlantic Records) e Country Joe and the Fish. No entanto, com o avanço da turnê, tornou-se evidente que o Led Zeppelin tinha sido suplantando facilmente nos atos de manchete. Como guitarrista Jimmy Page explicou:
No momento em que chegamos a São Francisco, os outros grupos no negócio simplesmente não estavam aparecendo. Country Joe and the Fish desistiram de tocar com a gente na Costa Oeste e Iron Butterfly não apareceu na Costa Leste.
Em entrevistas, o baixista John Paul Jones expressou lembranças semelhantes:
Para ser honesto, a maior parte do que Country Joe [and the Fish] estavam fazendo era ser apenas uma banda de amigos que iam ao palco. Eles iam tocar, começar uma música e derivariam em outra canção, que soava realmente grande. E nós apenas seguimos em frente e íamos num "bang, bang, bang" com três músicas impulsionadas com solos, e as pessoas devem ter pensado: "O que acabamos de ver?" E não havia mais ninguém a fazer isso nessa época. Tenho certeza de que tinha muito a ver com o sucesso. Tínhamos quatro números até o momento que a maioria das bandas tinha sintonizado ... Ficamos muito apertados e juntos também. Era sempre uma espécie de "nós contra o mundo" naquela época.
Em um famoso concerto, no final das quatro noites da banda realizados no Boston Tea Party, a banda tocou por mais de quatro horas, com apenas um álbum no valor material. Como Jones explicou:
Tocamos por quatro noites no The Tea Party, e então tivemos uma música de uma hora e meia para tocar; tocamos quatro horas e meia na última noite - que interpretamos o ato duas vezes, e, em seguida, todos nós fizemos um ato com o The Who, os Rolling Stones e os Beatles. Peter nos abraçou no final do show, nos pegou nós quatro de uma vez. Sabíamos que estávamos indo realmente para fazer isso.
Foi durante essa turnê que o baterista do Led Zeppelin, John Bonham, desenvolveu uma estreita amizade com o baterista de Vanilla Fudge, Carmine Appice. A taxa média cobrada pelo Led Zeppelin para um concerto durante esta turnê era em torno de 1.500 dólares. Tem sido afirmado que, para um show eles tocaram por meros de US$320. Números como estes em breve seriam ofuscados pelas somas de seis números rotineiramente exigidos, e recebidos, do Led Zeppelin em turnês posteriores, sua popularidade disparou. Peter Grant lembrou que "os Yardbirds tinha recebido 2.500 dólares por noite, mas pessoas como Bill Graham tinha fé em nós e por isso fez os garotos que vimos." Grant, que não pôde comparecer a turnê com o grupo, também declarou:
Eu não podia ir com eles, mas foi um fantástico passeio no dia 12, e eles disseram: "Ótimo, se é isso que temos de fazer, vamos ir e fazer isso" ... Três membros do grupo nunca tinham ido à América antes e não sabiam o que esperar. Eles passaram uma semana com o Vanilla Fudge. Minhas instruções eram para eles irem lá e explodi-los pra fora. Faça de cada coisa algo que todos se lembraram. Eles realmente fizeram isso.

## Repertório da turnê
O repertório bastante típico durante os concertos era:
1. "Train Kept A-Rollin' " (Bradshaw, Kay, Mann)
2. "I Can't Quit You Baby" (Dixon)
3. "As Long As I Have You" (Mimms)
4. "Dazed and Confused" (Page)
5. "Communication Breakdown" (Bonham, John Paul Jones, Page)
6. "You Shook Me" (Dixon, Lenoir)
7. "White Summer"/"Black Mountain Side" (Page)
8. "Pat's Delight" (Bonham)
9. "Babe I'm Gonna Leave You" (Bredon, Page, Plant)
10. "How Many More Times" (Bonham, Jones, Page)
11. "Killing Floor" (Burnett)
12. "For Your Love" (Gouldman)

Havia algumas substituições lista do conjunto, variações, e interruptores de ordem durante a turnê.

## Datas dos concertos
| Data                    | Cidade                        | País           | Local                          |
| ----------------------- | ----------------------------- | -------------- | ------------------------------ |
| 26 de dezembro de 1968  | Denver, Colorado              | Estados Unidos | Denver Auditorium Arena        |
| 27 de dezembro de 1968  | Seattle, Washington           | Estados Unidos | Seattle Center Arena           |
| 28 de dezembro de 1968  | Vancouver, Colúmbia Britânica | Canadá         | Pacific Coliseum               |
| 29 de dezembro de 1968  | Portland, Oregon              | Estados Unidos | Civic Auditorium               |
| 30 de dezembro de 1968  | Spokane, Washington           | Estados Unidos | Kennedy Pavilion               |
| 2 de janeiro de 1969    | West Hollywood, Califórnia    | Estados Unidos | Whisky a Go Go                 |
| 3 de janeiro de 1969    | West Hollywood, Califórnia    | Estados Unidos | Whisky a Go Go                 |
| 4 de janeiro de 1969    | West Hollywood, Califórnia    | Estados Unidos | Whisky a Go Go                 |
| 5 de janeiro de 1969    | West Hollywood, Califórnia    | Estados Unidos | Whisky a Go Go                 |
| 9 de janeiro de 1969    | São Francisco, Califórnia     | Estados Unidos | Fillmore West                  |
| 10 de janeiro de 1969   | São Francisco, Califórnia     | Estados Unidos | Fillmore West                  |
| 11 de janeiro de 1969   | São Francisco, Califórnia     | Estados Unidos | Fillmore West                  |
| 12 de janeiro de 1969   | São Francisco, Califórnia     | Estados Unidos | Fillmore West                  |
| 13 de janeiro de 1969   | San Diego, Califórnia         | Estados Unidos | Fox Theater                    |
| 15 de janeiro de 1969   | Iowa City, Iowa               | Estados Unidos | Iowa Memorial Union - Ballroom |
| 16 de janeiro de 1969   | Baltimore, Maryland           | Estados Unidos | Baltimore Civic Center         |
| 17 de janeiro de 1969   | Detroit, Michigan             | Estados Unidos | Grande Ballroom                |
| 18 de janeiro de 1969   | Detroit, Michigan             | Estados Unidos | Grande Ballroom                |
| 19 de janeiro de 1969   | Detroit, Michigan             | Estados Unidos | Grande Ballroom                |
| 21 de janeiro de 1969   | Pittsburgh, Pensilvânia       | Estados Unidos | Hunt Armory                    |
| 23 de janeiro de 1969   | Boston, Massachusetts         | Estados Unidos | Boston Tea Party               |
| 24 de janeiro de 1969   | Boston, Massachusetts         | Estados Unidos | Boston Tea Party               |
| 25 de janeiro de 1969   | Boston, Massachusetts         | Estados Unidos | Boston Tea Party               |
| 26 de janeiro de 1969   | Boston, Massachusetts         | Estados Unidos | Boston Tea Party               |
| 27 de fevereiro de 1969 | Springfield, Massachusetts    | Estados Unidos | Symphony Hall                  |
| 29 de fevereiro de 1969 | Filadélfia, Pensilvânia       | Estados Unidos | Electric Factory               |
| 31 de fevereiro de 1969 | Nova Iorque, NI               | Estados Unidos | Fillmore East                  |
| 1 de fevereiro de 1969  | Nova Iorque, NI               | Estados Unidos | Fillmore East                  |
| 2 de fevereiro de 1969  | Toronto, Ontário              | Canadá         | Rockpile                       |
| 7 de fevereiro de 1969  | Chicago, Illinois             | Estados Unidos | Kinetic Playground             |
| 8 de fevereiro de 1969  | Chicago, Illinois             | Estados Unidos | Kinetic Playground             |
| 10 de fevereiro de 1969 | Memphis, Tennessee            | Estados Unidos | Elma Roane Fieldhouse          |
| 14 de fevereiro de 1969 | Miami Beach, Flórida          | Estados Unidos | Thee Image Club                |
| 15 de fevereiro de 1969 | Miami Beach, Flórida          | Estados Unidos | Thee Image Club                |